# Sparide (sous-marin)
Le Sparide est un sous-marin de la classe Tritone série I, en service dans la Regia Marina lancé pendant la Seconde Guerre mondiale.  

## Caractéristiques
La classe Tritone déplaçait 866 tonnes en surface et 1 068 tonnes en immersion. Les sous-marins mesuraient 63,15 mètres de long, avaient une largeur de 46,98 mètres et un tirant d'eau de 4,87 mètres. Ils avaient une profondeur de plongée opérationnelle de 130 mètres. Leur équipage comptait 6 officiers et 44 sous-officiers et marins. 
Pour la navigation de surface, les sous-marins étaient propulsés par deux moteurs diesel FIAT de 1 200 chevaux-vapeur (cv) (883 kW) chacun  entraînant deux arbres d'hélices. En immersion, chaque hélice était entraînée par un moteur électrique  CDRA de 400 chevaux-vapeur (294 kW). Ils pouvaient atteindre 16 nœuds (29,6 km/h) en surface et 8 nœuds (14,8 km/h) sous l'eau. En surface, la classe Tritone Série I avait une autonomie de 13 000 milles nautiques (24 076 km) à 8,5 nœuds (15,7 km/h); en immersion, elle avait une autonomie de 74,5 milles nautiques (138 km) à 4 nœuds (7,4 km/h).
Les sous-marins étaient armés de six tubes lance-torpilles (4 à l'avant et 2 à l'arrière) de 53,3 centimètres. Pour les combats en surface, ils étaient équipés de 1 canon de 100/47 mm et de 4 mitrailleuses Breda Model 1931 de 13,2 mm sur deux tambours rétractables.

## Construction et mise en service
Le Sparide est construit par le chantier naval Odero-Terni-Orlando (OTO) de La Spezia en Italie, et mis sur cale le 25 avril 1942. Il est lancé le 21 février 1943 et est achevé et mis en service le 7 août 1943. Il est commissionné le même jour dans la Regia Marina.

## Historique
Pendant sa construction, la Regia Marina décide d'adapter le Sparide au transport d'engins d'assaut, avec l'application de quatre conteneurs cylindriques pour les Siluro a lenta corsa (SLC) ou les canots explosifs MTR. Ces conteneurs sont placés sur les côtés du pont, deux à la hauteur de la tourelle et deux légèrement en avant de celle-ci.
Le 8 septembre, jour de l'Armistice de Cassibile, bien que formellement en service, il est encore en fin d'équipement et incapable de prendre la mer, il est donc coulé pour éviter d'être capturé par les Allemands,.
Il a ensuite été renfloué par les Allemands et rebaptisé UIT-5, étant déplacé de La Spezia à Gênes pour des réparations ; le 4 ou 6 septembre 1944, il est coulé (comme ses navires-jumeaux (sister ships) Murena et Grongo) pendant un bombardement aérien intense de la ville,.
En 1947, l'épave est récupérée et mise au rebut.